# Jaume Tos i Urgellès
Jaume Tos i Urgellès va ser un jurista català i advocat de l'audiència de Barcelona del segle xviii. Va ensenyar a la Universitat de Cervera. Estudià la doctrina dels juristes catalans sobre l'emfiteusi perpètua i els establiments de rabassa morta. És considerat com un dels juristes que malgrat el Decret de Nova Planta continuà cultivant un dret català.

## Obres
- Tratado de la cabrevación según el derecho y el estilo del Principado de Cataluña sus utilidades y efectos, del modo de principiar y seguir las causas de cabrevacion, de los privilegios y pretensiones del señor directo ò mediano, y de las excepciones que competen al reo ò enfiteota[Enllaç no actiu] (castellà) (Barcelona, Emprenta de Raimon Martí, 1784, 117 pàgines)
- Disertación de la firma por razón de señorío y derecho de prelación, tanteo o fadiga (castellà) (Barcelona, Ed. Josep Rubio, 1826, 128 pàgines)